# Панамериканский Кубок по волейболу среди женщин 2006
5-й розыгрыш Панамериканского Кубка по волейболу среди женщин прошёл с 29 июня по 7 июля 2006 года в Сан-Хуане (Пуэрто-Рико) с участием 12 национальных сборных команд стран-членов NORCECA и CSV. Победителем впервые стала сборная Бразилии.

## Команды-участницы
- NORCECA: Барбадос, Доминиканская Республика, Канада, Коста-Рика, Куба, Мексика, Пуэрто-Рико, США.
- CSV: Аргентина, Бразилия, Венесуэла, Перу.

## Система проведения турнира
12 команд-участниц на предварительном этапе разбиты на две группы. Победители групп напрямую выходят в полуфинал плей-офф. Команды, занявшие в группах 2-е и 3-и места, выходят в четвертьфинал и определяют ещё двух участников полуфинала. Полуфиналисты по системе с выбыванием определяют призёров первенства. Итоговые 5—6-е места разыгрывают команды, проигравшие в 1/4-финала. Итоговые 7—8-е, 9—10-е и 11—12-е места в стыковых матчах разыгрывают команды, занявшие в группах предварительного этапа соответственно 4-е, 5-е и 6-е места.

## Предварительный этап

### Группа А
| М | Команда                  | 1   | 2   | 3   | 4   | 5   | 6   | И | В | П | С/П  | О |
| - | ------------------------ | --- | --- | --- | --- | --- | --- | - | - | - | ---- | - |
| 1 | Бразилия                 |     | 3:1 | 2:3 | 3:0 | 3:0 | 3:0 | 5 | 4 | 1 | 14:4 | 9 |
| 2 | Доминиканская Республика | 1:3 |     | 3:0 | 3:1 | 3:0 | 3:0 | 5 | 4 | 1 | 13:4 | 9 |
| 3 | Пуэрто-Рико              | 3:2 | 0:3 |     | 3:1 | 3:1 | 3:0 | 5 | 4 | 1 | 12:7 | 9 |
| 4 | Канада                   | 0:3 | 1:3 | 1:3 |     | 3:0 | 3:0 | 5 | 2 | 3 | 8:9  | 7 |
| 5 | Мексика                  | 0:3 | 0:3 | 1:3 | 0:3 |     | 3:1 | 5 | 1 | 4 | 4:13 | 6 |
| 6 | Коста-Рика               | 0:3 | 0:3 | 0:3 | 0:3 | 1:3 |     | 5 | 0 | 5 | 1:15 | 5 |

29 июня: Канада — Коста-Рика 3:0 (25:15, 25:20, 25:6); Бразилия — Доминиканская Республика 3:1 (25:21, 24:26, 25:15, 25:19); Пуэрто-Рико — Мексика 3:1 (18:25, 25:14, 25:18, 25:19).
30 июня: Доминиканская Республика — Коста-Рика 3:0 (25:12, 25:11, 25:19); Бразилия — Мексика 3:0 (25:8, 25:12, 25:19); Пуэрто-Рико — Канада 3:1 (23:25, 25:14, 25:20, 25:20).
1 июля: Мексика — Коста-Рика 3:1 (22:25, 25:21, 25:18, 25:16); Доминиканская Республика — Канада 3:1 (26:24, 18:25, 25:13, 25:22); Пуэрто-Рико — Бразилия 3:2 (19:25, 25:20, 25:22, 18:25, 15:13).
2 июля: Доминиканская Республика — Мексика 3:0 (25:17, 25:16, 27:25); Бразилия — Канада 3:0 (25:22, 25:21, 25:12); Пуэрто-Рико — Коста-Рика 3:0 (25:14, 25:20, 25:11).
3 июля: Бразилия — Коста-Рика 3:0 (25:13, 25:13, 25:16); Канада — Мексика 3:0 (25:14, 25:19, 25:16); Доминиканская Республика — Пуэрто-Рико 3:0 (25:19, 29:27, 25:20).

### Группа В
| М | Команда   | 1   | 2   | 3   | 4   | 5   | 6   | И | В | П | С/П  | О  |
| - | --------- | --- | --- | --- | --- | --- | --- | - | - | - | ---- | -- |
| 1 | Куба      |     | 3:1 | 3:0 | 3:0 | 3:0 | 3:0 | 5 | 5 | 0 | 15:1 | 10 |
| 2 | США       | 1:3 |     | 3:0 | 3:0 | 3:0 | 3:0 | 5 | 4 | 1 | 13:3 | 9  |
| 3 | Перу      | 0:3 | 0:3 |     | 3:1 | 3:1 | 3:0 | 5 | 3 | 2 | 9:8  | 8  |
| 4 | Венесуэла | 0:3 | 0:3 | 1:3 |     | 3:2 | 3:0 | 5 | 2 | 3 | 7:11 | 7  |
| 5 | Аргентина | 0:3 | 0:3 | 1:3 | 2:3 |     | 3:0 | 5 | 1 | 4 | 6:12 | 6  |
| 6 | Барбадос  | 0:3 | 0:3 | 0:3 | 0:3 | 0:3 |     | 5 | 0 | 5 | 0:15 | 5  |

29 июня: Венесуэла — Барбадос 3:0 (25:10, 25:20, 25:7); США — Перу 3:0 (25:18, 25:17, 25:20); Куба — Аргентина 3:0 (25:19, 25:12, 25:16).
30 июня: Куба — Барбадос 3:0 (25:7, 25:22, 25:9); Перу — Венесуэла 3:1 (25:23, 23:25, 25:23, 25:21); США — Аргентина 3:0 (25:9, 25:14, 25:12).
1 июля: США — Барбадос 3:0 (25:8, 25:17, 25:11); Перу — Аргентина 3:1 (25:20, 25:18, 29:31, 25:21); Куба — Венесуэла 3:0 (25:16, 25:17, 25:21).
2 июля: Перу — Барбадос 3:0 (25:18, 25:17, 25:21); Венесуэла — Аргентина 3:2 (22:25, 25:21, 25:15, 23:25, 15:11); Куба — США 3:1 (27:25, 25:22, 20:25, 26:24).
3 июля: Аргентина — Барбадос 3:0 (25:13, 25:6, 25:19); США — Венесуэла 3:0 (26:24, 25:20, 25:14); Куба — Перу 3:0 (25:15, 25:20, 25:19).

## Классификационные матчи

### За 11-е место
5 июля
Коста-Рика — Барбадос 3:0 (25:19, 25:16, 25:15)

### За 9-е место
5 июля
Мексика — Аргентина 3:1 (25:18, 23:25, 25:21, 25:14).

### За 7-е место
6 июля
Канада — Венесуэла 3:2 (25:17, 25:21, 21:25, 20:25, 19:17)

## Плей-офф

### Четвертьфинал
5 июля
Доминиканская Республика — Перу 3:0 (25:21, 25:18, 25:13)
США — Пуэрто-Рико 3:2 (23:25, 22:25, 25:22, 25:21, 15:8)

### Матч за 5-е место
6 июля
Пуэрто-Рико — Перу 3:0 (25:14, 25:22, 25:22)

### Полуфинал
6 июля
Бразилия — США 3:1 (21:25, 25:22, 25:17, 25:10)
Куба — Доминиканская Республика 3:1 (25:23, 25:22, 14:25, 25:13)

### Матч за 3-е место
7 июля
Доминиканская Республика — США 3:0 (25:18, 25:22, 25:20)

### Финал
7 июля
Бразилия — Куба 3:1 (25:14, 21:25, 25:22, 25:11)

## Итоги

### Положение команд
| Бразилия                 |
| Куба                     |
| Доминиканская Республика |
| 4. США                   |
| 5. Пуэрто-Рико           |
| 6. Перу                  |
| 7. Канада                |
| 8. Венесуэла             |
| 9. Мексика               |
| 10. Аргентина            |
| 11. Коста-Рика           |
| 12. Барбадос             |

По итогам розыгрыша путёвки на Гран-при-2007 получили Куба, Доминиканская Республика, США (три лучшие команды от NORCECA) и Бразилия (лучшая команда от CSV).

### Призёры
Бразилия: 
Фабиана Клаудино, Марианне Штейнбрехер (Мари), Жойс Гомес да Силва, Каролин Гаттас, Валеска Менезис (Валескинья), Таиса Дахер ди Менезис, Рената Коломбо (Ренатинья), Арлен Шавьер, … Главный тренер — Жозе Роберто Гимарайнс (Зе Роберто).
  Куба: Юмилка Руис Луасес, Нэнси Каррильо де ла Пас, Дайми Рамирес Эчеварриа, Рэчел Санчес Перес, Росир Кальдерон Диас, Кения Каркасес Опон, Сойла Баррос Фернандес, Яйма Ортис Чарро, Мария Дульсе Тельес, Анниара Муньос, Лисбет Арредондо, Жизель Кабрера. Главный тренер — Луис Фелипе Кальдерон Блет.
  Доминиканская Республика: Аннерис Варгас Вальдес, Юделкис Баутиста, Кармен Касо Сьерра, Нурис Ариас Доне, Милагрос Кабраль де ла Крус, Синди Рондон Мартинес, Косирис Родригес Андино, Бетания де ла Крус де Пенья, Присилья Ривера Бренс, Хуана Мигелина Гонсалес, Эвелин Карреро. Главный тренер — Беато Мигель Крус.

### Индивидуальные призы
MVP:  Марианне Штейнбрехер (Мари)
Лучшая нападающая:  Марианне Штейнбрехер (Мари)
Лучшая блокирующая:  Фабиана Клаудино
Лучшая на подаче:  Аури Крус
Лучшая на приёме:  Стэси Гордон
Лучшая в защите:  Ярлин Сантьяго
Лучшая связующая:  Робин А Моу-Сантос
Лучшая либеро:  Арлен Шавьер
Самая результативная:  Аури Крус